# Maia Hirasawa

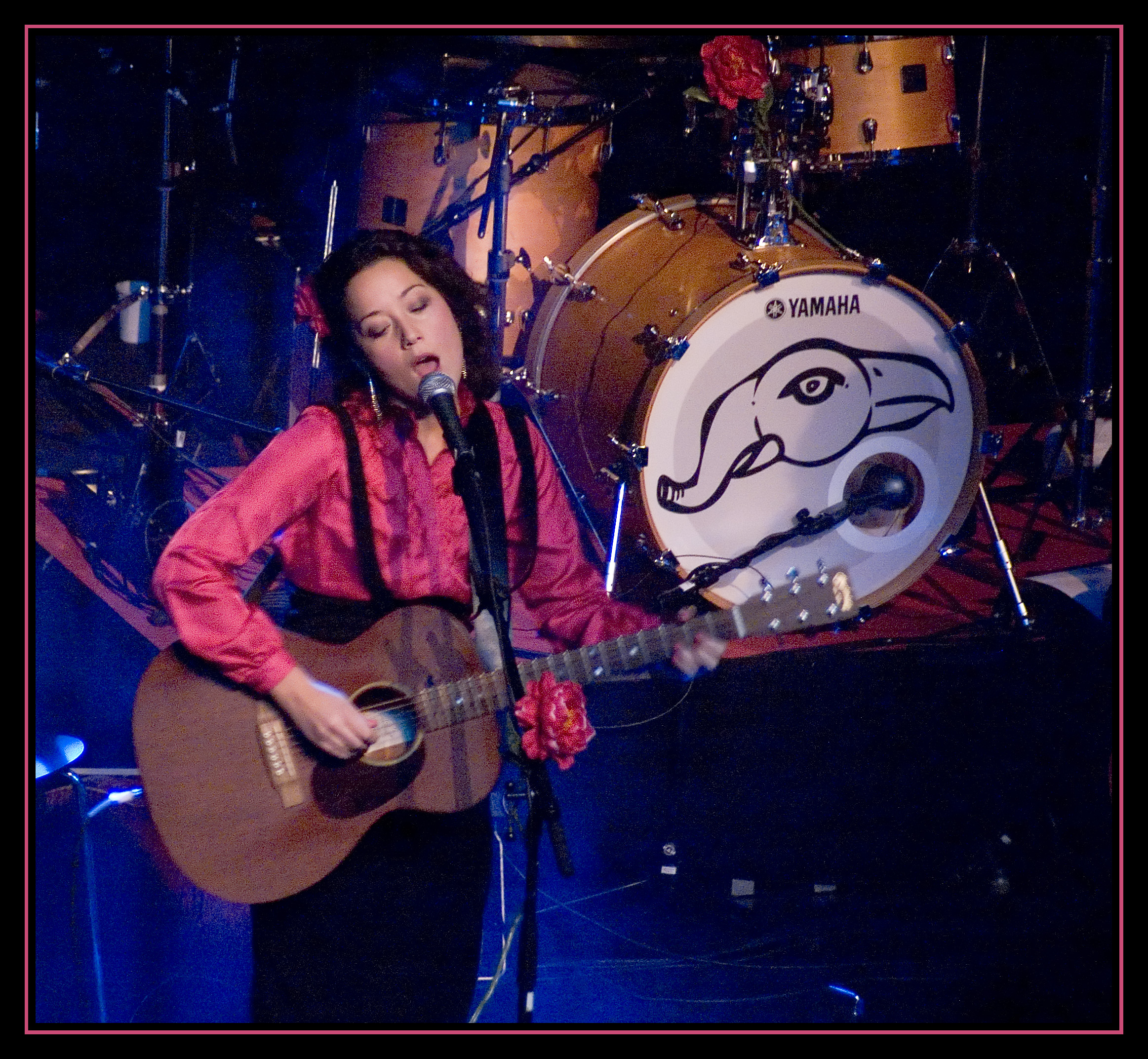
Maia Hirasawa i Stockholm 2007.

Maia Elvira Hirasawa, född 5 maj 1980 i Sollentuna, Stockholms län, är en svensk musikartist och låtskrivare. 

## Biografi
Maia Hirasawa är född och uppvuxen i Sollentuna. Hon gick åren 1997 till 1999 på gymnasiet Rudbecksskolan i Sollentuna, med musikinriktning. Hon tillbringade ett halvår i Indien som volontär på Little Lambs School som startats av en svenska. Hon blev känd genom Annika Norlins band Hello Saferide där hon är körsångerska. Hennes solokarriär kom igång i början av 2007 med låten "And I Found This Boy". Singeln följdes upp av debutalbumet Though, I'm Just Me och singeln "Gothenburg". Under sommaren 2007 turnerade hon runt i Sverige, med spelningar på bland annat Allsång på Skansen, Hultsfredsfestivalen, Peace & Love och Arvikafestivalen.
År 2008 uppträdde hon vid finalen av den svenska Melodifestivalen i Globen med en cover av The Arks "The Worrying Kind", föregående års vinnarmelodi.
2016 kom Hirasawas första album med texter på svenska, Vacker och ful.

## Priser och utmärkelser
- 2003 – Ted Gärdestadstipendiet
- 2005 – Sollentuna kommuns kulturstipendium
- 2008 – Årets nykomling, P3 Guldgalan

## Diskografi

### Album
- 2007 – Though, I'm Just Me (släpptes 4 april 2007)
- 2009 – GBG vs STHLM (släpptes april 2009)
- 2013 – What I Saw (släpptes 24 april 2013)
- 2015 – The Japan Collection (släpptes 18 februari 2015)
- 2016 – Vacker och ful (släpptes 30 september 2016)[3]
- 2019 – Maias Jul (släpptes 8 november 2019)
- 2023 – If this is the end it sure is a beautiful one (släpptes 3 februari 2023)

### EP
- 2010 – Dröm bort mig igen (släpptes 26 januari 2010)
- 2018 – Det är som det är  (släpptes 16 november 2018)

### Singlar
- 2007 – "And I Found This Boy" (släpptes 7 mars 2007)
- 2007 – "Gothenburg"
- 2007 – "Mattis & Maia"
- 2008 – "The Worrying Kind"
- 2009 – "South Again"
- 2009 – "Come with me" (feat. Nicolai Dunger)
- 2009 – "The Wrong Way"
- 2013 – "Lights Are Out"
- 2013 – "Back to the start"
- 2013 – "Sarah"
- 2016 – "Rusar"
- 2016 – "Let it snow"
- 2017 – "Kärleken"
- 2017 – "Våra Gator"
- 2018 – "Jag Väljer Inte Dig"
- 2018 – "Jag Vill Göra Det Nu"
- 2019 – "I Wanna Do It Now"
- 2020 - "Äldre"
- 2021 – "Here in you arms"
- 2024 – ”Boom! - Unite”

### Demo
- 2006 – The My New Friend EP

### Del i samling
- 2006 – Oh No It's Christmas Vol. 1, spår 11 "You Were All There"